# Finnerödja
Finnerödja è un'area urbana della Svezia situata nel comune di Laxå, contea di Halland.
La popolazione rilevata nel censimento 2010 era di 604 abitanti .